# Štós
Štós (in ungherese Stósz, in tedesco Stoß) è un comune della Slovacchia facente parte del distretto di Košice-okolie, nella regione di Košice.